# Nelson Soto
Nelson Andrés Soto Martínez (ur. 19 czerwca 1994 w Barranquilli) – kolumbijski kolarz szosowy.

## Osiągnięcia
Opracowano na podstawie:

2017
- 1. miejsce w mistrzostwach panamerykańskich (start wspólny)
- 1. miejsce w klasyfikacji punktowej Vuelta a Colombia
  - 1. miejsce na 3., 10 i 11. etapie

2018
- 1. miejsce na 2. etapie Vuelta a la Comunidad de Madrid
- 1. miejsce w igrzyskach Ameryki Środkowej i Karaibów (start wspólny)

2021
- 1. miejsce na 1. etapie Vuelta a Colombia
- 1. miejsce w mistrzostwach panamerykańskich (start wspólny)

## Rankingi
| Rok              | 2017 | 2018  | 2019 | 2020 | 2021 | 2022 | 2023  | 2024  |
| ---------------- | ---- | ----- | ---- | ---- | ---- | ---- | ----- | ----- |
| World Ranking    | 280. | 1451. | 842. | 850. | 247. | 712. | 3158. | 1884. |
| UCI Europe Tour  | -    | 1122. |      |      |      |      |       |       |
| UCI America Tour | 3.   | -     | 100. | 63.  | 21.  | 63.  | -     | -     |
|                  |      |       |      |      |      |      |       |       |
| Źródło: UCI      |      |       |      |      |      |      |       |       |